# Ljusnan (Hede-Svegsjön)
Ljusnan (Hede-Svegsjön) este o arie protejată (arie specială de conservare — SAC, sit de importanță comunitară — SCI) din Suedia întinsă pe o suprafață de 1.937,3 ha, integral pe uscat.

## Localizare
Centrul sitului Ljusnan (Hede-Svegsjön) este situat la coordonatele 62°18′24″N 13°46′56″E / 62.3068°N 13.7823°E.

## Înființare
Situl Ljusnan (Hede-Svegsjön) a fost declarat sit de importanță comunitară în ianuarie 2002 pentru a proteja un număr necunoscut de specii din flora spontană și fauna sălbatică aflate în arealul zonei. Situl a fost protejat și ca arie specială de conservare în martie 2011.

## Biodiversitate
Situată în ecoregiunile alpină și boreală, aria protejată conține 2 habitate naturale: Râuri naturale fino-scandinave, Ape stătătoare oligotrofe până la mezotrofe, cu vegetație de Littorelletea uniflorae și/sau de Isoëto-Nanojuncetea.
La baza desemnării sitului se află un număr nedeclarat de specii protejate.